# 別廖佐夫斯科耶湖
56°41′55″N 29°11′39″E / 56.69861°N 29.19417°E
別廖佐夫斯科耶湖（俄语：Березовское），是俄羅斯的湖泊，位於該國西北部，由普斯科夫州負責管轄，處於奧波奇卡區，面積2.75平方公里，集水區面積9.9平方公里，平均水深2.6米，最大水深4米。